# 任天堂明星大亂鬥系列

商標

任天堂明星大亂鬥系列（簡稱“大亂鬥”）是由任天堂發行的一系列對戰型動作遊戲。系列由同任星之卡比系列總監的櫻井政博監督，首先出现在任天堂64平台上，最初只含有由任天堂發行的角色，后来也出现了多家第三方角色。

## 系列作品
| 1999 | 任天堂明星大亂鬥 |
| 2000 |                  |
| 2001 | DX               |
| 2002 |                  |
| 2003 |                  |
| 2004 |                  |
| 2005 |                  |
| 2006 |                  |
| 2007 |                  |
| 2008 | X                |
| 2009 |                  |
| 2010 |                  |
| 2011 |                  |
| 2012 |                  |
| 2013 |                  |
| 2014 | 3DS/Wii U        |
| 2015 |                  |
| 2016 |                  |
| 2017 |                  |
| 2018 | 特別版           |

- 任天堂明星大亂鬥 － 1999年1月21日发行，運用任天堂64主機的64位元3D技術，為任天堂64的熱門遊戲之一，早期的3D技術尚不成熟，例如瑪利歐的手並不能顯示出手指等，總角色數量12位。之后在神游机上发售的本作也是系列首次中文化的作品。
- 任天堂明星大亂鬥DX － 2001年11月21日发行，為任天堂GameCube銷售最多的遊戲，3D效果也顯得真實許多，角色數量也增加至26位。
- 任天堂明星大亂鬥X － 2008年1月31日在Wii平台发行，是系列首次加入第三方廠商角色的作品，有全新冒險模式「亞空使者」(Subspace Emissary)，總角色數量39位(新增15位角色，但也淘汰5位)。最初在2005年5月的任天堂E3遊戲展前發表會上宣佈，後在2006年E3遊戲展公布遊戲畫面。
- 任天堂明星大亂鬥 for 3DS/Wii U － 2014年9月13日在任天堂3DS和11月21日在Wii U平台发行，也是該系列首次在任天堂雙平台推出和擁有付費DLC的作品，總角色數量58位。最初在2011年E3遊戲展宣佈，後在2013年E3遊戲展的任天堂直面會上公布遊戲畫面。
- 任天堂明星大亂鬥 特别版 － 2018年12月7日在任天堂Switch发行，為系列銷售最多的遊戲，亦是系列第一次繁体中文化和第二次简体中文化的作品，所有曾出現的角色全部登場，總角色數量89位。最初在2018年3月9日的任天堂直面會上公布，後在2018年E3遊戲展的任天堂直面會上公布正式名稱和遊戲畫面。

## 角色
系列操作角色（即「鬥士」）達80餘名。鬥士多為任天堂自家角色，但部分亦出自第三方廠商作品。此外，系列亦有敵人、頭目和不可控支援角色登場。
| 第三方                  | 遊戲系列       | 參戰角色          | 參戰角色總計 |
| ----------------------- | -------------- | ----------------- | ------------ |
| 科樂美                  | 潛龍諜影       | 史內克            | 3            |
| 科樂美                  | 惡魔城         | 西蒙 · 里希特     | 3            |
| SEGA                    |                |                   | 2            |
| SEGA                    | 蓓優妮塔       |                   | 2            |
| 卡普空                  | 洛克人         | 洛克人            | 3            |
| 卡普空                  | 隆 · 肯        |                   | 3            |
| 萬代南夢宮              | 小精靈         | 吃豆人            | 2            |
| 萬代南夢宮              | 鐵拳           | 一八              | 2            |
| 史克威爾艾尼克斯        | 最終幻想       | 克勞德 · 賽菲羅斯 | 3            |
| 史克威爾艾尼克斯        | 勇者鬥惡龍     | 勇者              | 3            |
| 迪士尼&史克威爾艾尼克斯 | 王國之心       | 索拉              | 1            |
| SEGA（Atlus）           | 女神異聞錄     | Joker             | 1            |
| 微軟（Rare）            | 阿邦阿卡大冒險 | 阿邦&阿卡         | 1            |
| SNK                     | 餓狼傳說       |                   | 1            |
| 微軟（Mojang Studios）  | 我的世界       | 史提夫 /          | 1            |

## 电子竞技
- 2013年，在美国举办的进化冠军系列赛（Evolution Championship Series）EVO 2013（英语：Evolution_Championship_Series#Evo_2013）上，主办方使用《Super Smash Bros. Melee》（任天堂明星大乱斗DX的美版名称）作为赛事项目游戏之一并想通过网络进行直播，但遭到了任天堂北美的拒绝；其项目赛事的网络直播由于任天堂方面未给予授权而一度中止。最后由于这项赛事以及《任天堂明星大亂鬥》粉丝的强烈抗议与请愿，任天堂方面最终还是允许了直播。EVO 2013《Super Smash Bros. Melee》的总决战收看网络直播的人数超过了10万人，成为历史上观众最多的格斗游戏。[1]
- 2014年，任天堂正式作为赞助商加入EVO 2014（英语：Evolution_Championship_Series#Evo_2014）。而《Super Smash Bros. Melee》作为高人气的比赛项目得以保留。[1]
- 2014年E3游戏展上，任天堂为推广即将发售的系列新作《任天堂明星大亂鬥3DS/Wii U》，在洛杉矶诺基亚剧院举行了“任天堂明星大亂鬥邀请赛”(Super Smash Bros Invitaional Tournament)。来自全美各地的16名选手使用Wii U版本的《任天堂明星大亂鬥》进行比赛。
- 2014年7月25日任天堂也在聖地亞哥國際動漫展的｢任天堂挑戰｣現場直播（Nintendo Challenge Live）舉辦《任天堂明星大亂鬥for 3DS》大賽（Super Smash Bros for Nintendo 3DS tournament)，現場的北美任天堂樹屋(Nintendo Tree House)的人員也偶爾試玩《任天堂明星大亂鬥 Wii U》。
- 2014年10月11日，任天堂在位于纽约的任天堂世界举行了“《任天堂明星大亂鬥for 3DS》全国公开锦标赛”（Nintendo's Super Smash Bros. for Nintendo 3DS National Open Tournament）。
- 《Super Smash Bros. Melee》和《Super Smash Bros. for Wii U》（任天堂明星大亂鬥for Wii U）已確定為EVO 2015的比賽項目。

## 外部連結
- 官方网站
- 大亂鬥百科（Smash Wiki） （页面存档备份，存于）（英文）
- （中文） 任天堂明星大乱斗特别版條目，任天堂明星大乱斗特别版在中文的介紹